# Grüner See (Georgien)
Der Grüne See oder Mzwane Tba (georgisch მწვანე ტბა; mt͡sʼvɑnɛ tʼbɑ) ist ein See in Georgien, in der Autonomen Republik Adscharien, in der Munizipalität Chulo. 
Er liegt im nördlichen Teil des Arsiani-Gebirges, 2058 Meter über dem Meeresspiegel. 
Die Fläche beträgt 5 Hektar, seine maximale Tiefe 19,4 Meter.